# لوسي وينشستر
لوسي وينشستر هي رواية كتبتها الكاتبة المينوناتية كريسماس كارول كوفمان. وهو كتاب شبه سيرة غيرية حول حياة بيسي فيولا لين، نشرت في (1945) من قِبل صحيفة هيرالد، وهي دار نشر مينوناتية.

## الكتابة
بدأت كوفمان بجمع محتوى الرواية عبر محادثات أجرتها مع بيسي لين، وهي من كانت عضو في مهمة مينونايت الإنجيلية التي أنشأتها كوفمان وزوجها نيلسون إي كوفمان في ميزوري، هانيبال. تم كتابة أول 13 فصل من الرواية أثناء وجود كوفمان في مستشفى في هانيبال بعد ولادة طفلها الرابع في أيلول 1942. أصرت لين أن تستخدم كوفمان أىسماء مستعارة لشخصيات الرواية باستثناء الشخصيتين جوسي جينكينز ونورفينا سيليرز. وقد أعادت كوفمان تعديل قصتها من التحويل إلى رواية شبه سيرة غيريِّة مُعيّدة تغيير اسم لين إلى "لوسي مانشيستر."

## النشر
لوسي وينشستر كانت أول سلسة في مجلة صحيفة هيرالد للشباب، رفيق الشباب المسيحي. بالرغم من أنّ كوفمان قد سبقت في نشر أكثر من مئة قصة قصيرة في المجلة إلا أنّ لوسي وينشستر كانت أول رواية كاملة لها. بعد الاستجابة القوية لقارئ العرض التسلسلي للمجلة، أخبر كل من ايه جيه ميتزلرو كلايتون اف ياك و باول ايرب كوفمان أنه  قد تم قبول الرواية من قبل مجلس النشر المينوناتي من أجل التحريرعام 1945 بواسطة دار النشر المينوناتية في سكوتديل، بنسيلفانيا. و خلال أول نشر تم إعادة تحرير الرواية من قبل مودي ناشرون في 1969 و 1974 و منشورات كريستيان لايت في 1992. لا يزال الكتاب معروض للبيع في منشورات كريستيان لايت.
توجد مخطوطة وسجلات النشر للكتاب في أرشيف كنيسة مينونايت في الولايت المتحدة الأمريكية ضمن الأوراق الشخصية ل كريسماس كارول كوفمان.